# Uno Brander

Skådespelet Gustaf Adolf på Djurgårdscirkus i Stockholm 1912. från vänster herr Larsson, Gösta Cederlund som Åke Tott, Uno Brander som Gustaf Horn, John Brunius som Johan Banér, Hilding Ranft som Lennart Torstensson och herr Gösta Ekman den äldre som Fältväbeln

Uno Ottomar Brander, född 2 september 1888 i Västerås domkyrkoförsamling, död 27 januari 1927 i Engelbrekts församling, Stockholm, var en svensk skådespelare, regissör och författare.

## Biografi
Brander var son till kapten Ottomar Johan Brander och hans hustru Isabella d'Ailly, 
Han studerade skådespeleri för August Lindberg och Lotten Dorsch och debuterade 1908 som Curt i Hermann Sudermanns Ära på Stora Teatern, Göteborg. Senare var engagerad som skådespelare och regissör vid olika teatrar i Stockholm, Göteborg, Oslo, Helsingfors och Köpenhamn; 1908-1910 vid Svenska teatern, Stockholm, Lilla teatern 1910-1911, Svenska teatern och Vasateatern 1911-1913, och var engagerad vid Svenska teatern i Stockholm 1912, och medverkade samma år i skådespelet Gustaf Adolf på Djurgårdscirkus i Stockholm, med herr Larsson som Kvartersmästaren, herr Gösta Cederlund som Åke Tott, Uno Brander som Gustaf Horn, John Brunius som Johan Banér, Hilding Ranft som Lennart Torstensson och herr Gösta Ekman den äldre som Fältväbeln.
Vidare Svenska Teatern i Helsingfors 1913-1914, vid Albert Ranfts teatrar i Stockholm och Göteborg 1914-1916, Skådebanan i Stockholm 1917-1918, eget sällskap 1918-1919, 1919-1920 vid Alhambrateatern i Stockholm 1920-1921 och Blancheteatern från 1922. 
Han verkade dessutom som uppläsare och scenisk lärare samt personhistorisk författare.
Bland hans verk märks Bernadotte (1924), Karl Johan (1925) samt Hov och societet under Karl Johanstiden (1926).
Han gifte sig 20 september 1917 med Anna Schönmeyr (1880-1947). Han begravdes 2 februari 1927 på Östra kyrkogården i Västerås.

## Teater

### Roller (ej komplett)
| År   | Roll            | Produktion                                        | Regi            | Teater                     |
| ---- | --------------- | ------------------------------------------------- | --------------- | -------------------------- |
| 1908 | Curt            | Ära Hermann Sudermann                             |                 | Stora Teatern, Göteborg    |
| 1909 |                 | Djävulens lärjunge George Bernard Shaw            | Karl Hedberg    | Svenska teatern, Stockholm |
| 1909 |                 | En vintersaga William Shakespeare                 |                 | Svenska teatern, Stockholm |
| 1911 | Prosten         | Bakom Kuopio Gustaf von Numers                    | Mauritz Stiller | Lilla teatern              |
| 1912 | Gernander       | Kommanditbolaget Wall, Berger & C:o Einar Fröberg | Knut Nyblom     | Vasateatern                |
| 1913 | Adolf Kürschner | Som man är klädd... Gábor Drégely                 | Knut Nyblom     | Vasateatern                |
| 1915 | Zabaroff        | En fiffikus Paul Frank                            | Justus Hagman   | Vasateatern                |
| 1915 | Bennington      | Kärleken segrar Charles Klein                     | Justus Hagman   | Vasateatern                |
| 1917 |                 | Ett dockhem Henrik Ibsen                          |                 | Hilda Borgströms turné     |
| 1922 | Archimede       | Nu kommer madame Gilda Varesi och Dolly Byrne     | Nils Arehn      | Blancheteatern             |
| 1922 | The Squirrel    | Dick eller Danny Lee Wilson Dodd                  | Erik Berglund   | Blancheteatern             |

### Regi
| År   | Produktion                          | Upphovsmän                      | Teater         |
| ---- | ----------------------------------- | ------------------------------- | -------------- |
| 1917 | Österlunds Hanna                    | Frans Hedberg                   | Folkets teater |
| 1917 | Baldevins bröllop Baldevins bryllup | Vilhelm Krag                    | Folkets teater |
| 1922 | Mexiko-guld Mexiko-Gold             | Rudolf Lothar och Hans Bachwitz | Blancheteatern |